# 자오저우 북역
자오저우 북역(중국어: 胶州北站)은 중국 산둥성 칭다오시 자오저우시 자오라이진(胶莱镇)에 위치한 철도역으로 중국구가철로와 칭다오 지하철의 환승역이다. 국철 부분은 2011년 중국철로 지난국 그룹 유한회사의 관할하에 세워졌다. 2016년 11월 5일 지칭 고속선에 맞춰 공사가 진행되어 여객운송 업무가 일시 정지되었다가, 2018년 12월 26일 운영 재개하였다. 국철 부분은 2개의 출발선, 500m 길이의 상대식 승강장 2개가 설치되어 총 대지면적 17000여 평방미터이다. 이 중 역사는 건축면적 7200m2에 2층으로, 건물외관은 유럽풍으로 설계되어 있어 칭다오역의 양식과 일치한다. 지하철은 8호선과 14호선 환승역으로 두 노선은 현재 계획 건설 중이다.

## 역내 시설

### 자동발매
2018년 12월 26일 현재, 자오저우 북역에는 자동 매표기 8대가 설치되었다.
2019년 12월 10일까지, 자오저우 북역은 전자여객표의 보급 실시를 개시했다.

### 편의 시설
2018년 12월 26일 현재, 자오저우 북역에는 라이브 방송, 실내 전자 디스플레이 스크린 등 편의시설이 설치되어 있다.
2018년 12월 26일까지, 자오저우 북역에는 모영아실, 중앙 여객터미널, 군인 대합실, 어린이 엔터테인먼트 공간과 같은 특수 시설을 갖추었다.

### 차량 시설
2018년 12월 26일, 자오저우 북역 역사앞 광장은 대지면적 2000m2, 임시주차장 부지면적은 6200m2이며, 165개의 자동차 주차 공간을 갖추고 있다.

## 인근 역세권
- 자오저우 시립 17중학(胶州市第十七中学)

## 역사
- 2009년 6월 2일 : 국철역 착공.
- 2011년 1월 11일 : 국철역 운영 개시.
- 2016년 11월 5일 : 지칭 고속선 공사에 맞추어, 여객운송 업무를 잠시 중단하고 확장 개조에 나섰다.
- 2018년 12월 26일 : 지칭 고속철도가 개통되고, 확장개축된 국철역이 다시 운영을 시작했다.

## 같이 보기
1. ↑  胶州北火车站介绍
2. ↑  “胶济客运专线胶州北站启用”. 青岛日报. 2011년 1월 12일에 확인함.
3. 1 2  “胶州火车北站10月份迎客 运行后将停靠动车组”. 新浪新闻中心.
4. 1 2  “胶州北站本月26日正式启用！34个车次分别开往北京、太原等方向”. 半岛网. 2018년 12월 19일에 확인함.